# ب‌ام‌و ام۱

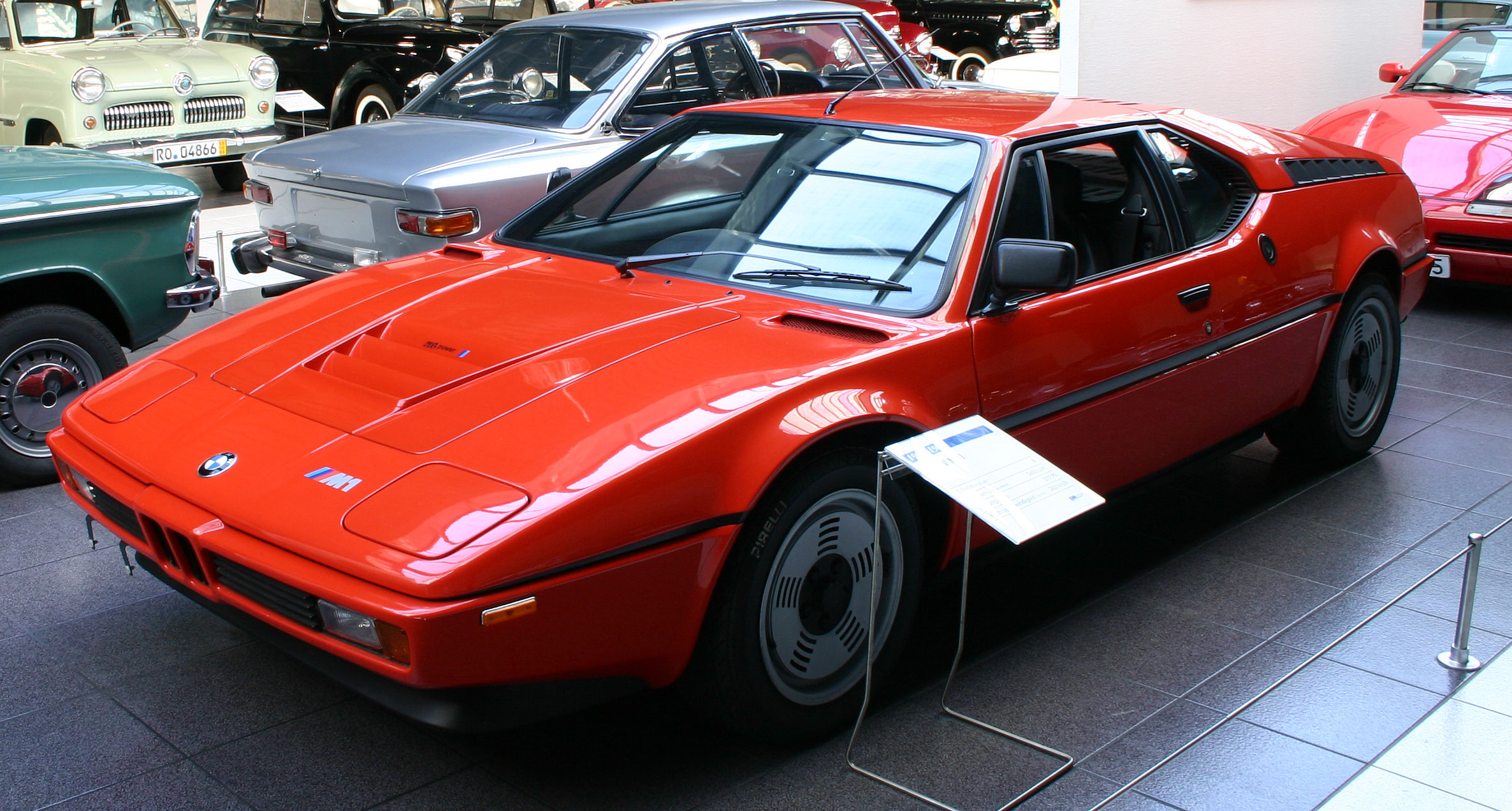

ب‌ام‌و ام۱ (BMW M۱) خودرویی است که در سال‌های ۱۹۷۸–۱۹۸۱تولید شده‌است.
این خودرو در کلاس خودرو اسپورت قرار گرفته، طراحی آن خودروهای موتور وسط عقب-محور عقب بوده است.
موتور آن ۳۴۵۳ سی‌سی است.